# Estadio Imam Khomeini
El estadio Imam Khomeini (en persa: ورزشگاه امام خمینی‎) es uno estadio multiuso ubicado en Arak, Markazi, Irán. El estadio fue inaugurado en 2007 y es controlado por la Organización de Educación Física de Irán y sirve de casa de  Aluminium Arak.

## Ubicación
El Estadio Imam Khomeini se ubica en la ciudad de Arak, poco más de 200 km de la capital.